# Genouilly, Saône-et-Loire
Genouilly är en kommun i departementet Saône-et-Loire i regionen Bourgogne-Franche-Comté i östra Frankrike. Kommunen ligger i kantonen Mont-Saint-Vincent som tillhör arrondissementet Chalon-sur-Saône. År 2022 hade Genouilly 418 invånare.

## Befolkningsutveckling
Antalet invånare i kommunen Genouilly
| Referens: INSEE |